# Штейнванд Герборд Данилович
Герборд (Герберд) Данилович Штейнванд (18 травня 1896, Вормс, Херсонська губернія — 19??) — археолог.

## Життєпис та науковий доробок
Герборд-Генріх-Іоанн Данилович Штейнванд народився 18 травня 1896 року у німецький колонії Вормс Херсонської губернії у родині лютеранського пастора.
У 1915 р. закінчив Рішельєвську гімназію, а у 1916 — класичне відділення історико-філологічного факультету Імператорського Новоросійського університету. У 1916—1917 роках служив рядовим в армії. Після демобілізації вчителював спочатку у німецькій гімназії в Одесі (1918—1919 рр.), а згодом в училищі с. Гросслібенталь Одеської губернії (1919—1920 рр.). У 1921 році деякий час працював завідувачем Гросслібентальского повітового відділу народної освіти. Того ж року після реорганізації структури управління системи вищої освіти, став бібліотекарем Головної бібліотеки вищої школи Одеси, а потім помічником бібліотекара бібліотеки Одеського археологічного інституту (1921—1922 рр.).
У 1921—1922 роках навчався в Одеському археологічному інституті, після — в Одеському інституті народної освіти. У 1922—1930 роках по черзі працював старшим бібліотекарем, асистентом-консультантом, завідувачем відділу Одеської центральної наукової бібліотеки. На основі його описів всіх періодичних видань Одеси періоду 1917—1921 рр. (разом з С. П'ятницькою, Т. Ходжаш, аспірантом кафедри бібліографії Олександром Варнеке, М. Рапопорт, аспірантом Саулом Боровим) проф. Сергій Рубінштейн підготував до видання бібліографічну роботу, де детально з анотаціями і довідками історичного характеру описано усі періодичні видання, що виходили в Одесі у роки революцій і громадянської війни.
У 1924—1930 рр. — член археологічної секції та секретар німецької секції Одеської комісії краєзнавства при Всеукраїнській академії наук. У 1927 році зарахований аспірантом науково-дослідної кафедри Одеського державного історико-археологічного музею (ОДІАМ). У серпні 1927 року проводив практикум розкопок в Ольвії, де ознайомився з територією заповідника, нівелюванням місцевості, історичною літературою розкопок міста, класифікацією знахідок та інвентаризацією знайденого матеріалу. По закінченню аспірантури без захисту дисертації переведений на посаду завідувача одного з відділів музею. У 1930 році виконував обов'язки керівника експедиції Народного комісаріату освіти у Лузанівці. Одночасно з роботою в ОДІАМ з 1932 року завідував міжбібліотечним абонементом Одеської публічної бібліотеки.
Зростанню професійної кар'єри завадив арешт 28 грудня 1933 року Одеським обласним відділом Державного політичного управління УРСР у звинуваченні в контрреволюційній діяльності. За даними Г. Малинової приводом для арешту вченого стало те, що він будучи секретним співробітником Державного політичного управління не інформував керівництво про діяльність «контрреволюційної організації». Слідчий вимагав для нього вищу міру покарання — розстріл, але постановою судової трійки при Колегії Державного політичного управління УРСР від 26 лютого 1934 був засуджений на 5 років виправно-трудових таборів.
Відбуваючи покарання в Ухто-Іжемському таборі у 1938 році заарештований вдруге у зв'язку з тим, що під час розслідування першої справи він не розповів про всі скоєні «злочини» та приховав імена своїх «співучасників». У 1939 р. його перевели до Одеси для продовження слідчих дій та звільнили з-під варти. Лише 25 грудня 1968 р. за постановою Президії Одеського обласного суду кримінальна справа припинена.
У 1939—1944 рр. працював в ОДІАМ. Після війни разом зі своєю родиною (дружина і син) як «фольксдойче» виїхали до Німеччини. У 1955 році публікувався в мюнхенському «Віснику Інституту з вивчення історії та культури СРСР». Подальша його доля невідома.

## Наукові публікації
- Изучение быта и условий труда библиотечных работников // Наша школа. — 1924. — № 10-12. — С. 206-207.
- Veber russische und ukrainische Einflusse auf das Lied der deutschen Kolonisten in der Ukraine // Вісник Одеської Комісії Краєзнавства при Всеукраїнській Академії Наук. — 1929. — Т. 4-5, вип. 1. — С. 15-21. — (Секція німецька).
- Кизикський сект Одеського історично-археологічного музею в зв'язку з електроновим карбуванням м. Кизика взагалі // Вісник Одеської Комісії Краєзнавства при Всеукраїнській Академії Наук. — 1930. — Т. 4-5. — С. 7-24. — (Секція археологічна).
- Коротке звідомлення про розвідку з розкопуванням в Лузанівці біля Одеси р. 1929 // Вісник Одеської комісії краєзнавства. — 1930. — № 4-5. — С. 135–139. — (Секція археологічна).
- Гелленістична оселя в Лузанівці біля Одеси  (Розвідка з розкопуванням р. 1929) // Хроніка археології та мистецтва. — 1931. — Т. 3. — С. 29-32.
- Некоторые наблюдения над изменением русского языка после революции 1917 // Вестник Института по изучению истории и культуры СССР. — 1955. — Т. 15, № 2. — С. 80-85.